# Mansión de Vandzene
La Mansión de Vandzene (en letón: Vandzenes muižas pils; en alemán: Herrenhaus Wandsen) es una casa señorial en la parroquia de Vandzene, municipio de Talsi en la región histórica de Curlandia, en Letonia occidental.

## Historia
La mansión de Vandzene es mencionada por primera vez en el siglo XVII. El conjunto de la mansión fue creado por la familia del Barón Heikings en la mitad del siglo XIX. El parque de la mansión (17 ha.) es uno de los más típicos del paisajismo letón. Frente a la mansión palaciega se encuentra un jardín diseñado en 1937 por Andrejs Zeidaks, arquitecto jardinero de Riga.
Desde 1937, la Escuela Secundaria de Vandzene, fundada originalmente en 1866, se halla localizada en la mansión.